# Aleksandar Cvetković
Aleksandar Cvetković (Belgrado, 12 de septiembre de 1993) es un baloncestista serbio que pertenece a la plantilla del Real Betis Baloncesto de la Liga LEB Oro. Con 1,88 metros de estatura, juega en la posición de base.

## Trayectoria deportiva
Comenzó a jugar a baloncesto en las categorías inferiores del Estrella Roja de Belgrado, debutando en el primer equipo en la temporada 2010-2011, en la que promedió 3,4 puntos y 1,5 rebotes por partido.
En 2013, debido a su insatisfacción por la falta de minutos, fue cedido al KK MZT Skopje de la liga de Macedonia. Allí ganó dos ligas y una Copa de Macedonia, promediando en su segunda temporada 9,1 puntos y 3,4 rebotes por partido.
En el verano de 2015 es contratado para hacer la pretemporada con el Valencia Basket de la liga ACB, y ya en el mes de septiembre se comprometió con el KK Partizan de Belgrado. Jugó una temporada en la que promedió 10,3 puntos y 3,3 asistencias en la ABA Liga.
En julio de 2016 se comprometió con el ICL Manresa de la liga ACB por una temporada.
Tras una temporada en el club catalán fichó en agosto de 2017 por el Club Baloncesto Estudiantes.
En agosto de 2018 se incorpora a la plantilla del Cafés Candelas Breogán.
En julio de 2019 firma por el Baxi Manresa con el que promedió 9'2 puntos y 3'4 asistencias en algo más de 19 minutos en cancha. 
El 24 de julio de 2020 se hace oficial su regreso al Movistar Estudiantes por una temporada.
En agosto de 2021, firma por los Plateros de Fresnillo de la LNBP mexicana.
El 26 de noviembre de 2021, firma por el Real Betis Baloncesto de la Liga Endesa.
En la temporada 2023-24, regresa a su país para jugar en el KK Spartak Subotica.
El 12 de agosto de 2024, firma por el Real Betis Baloncesto de la Liga LEB Oro.

### Selección nacional
Participó en su etapa juvenil en el Campeonato Europeo Sub-16 con la selección nacional en 2009, donde ejerciendo como capitán del equipo ganaron la medalla de bronce. Promedió 14,6 puntos, 4,8 rebotes y 2,4 asistencias por partido.
En 2011 disputó el Mundial Sub-19 en Letonia, donde perdieron la final ante la selección española. Acabó el torneo promediando 14,4 puntos, 3,4 rebotes y 2,7 asistencias por partido,  siendo incluido en el quinteto ideal del campeonato.